# Ronda Manufacture Horlogère
Ronda Manufacture Horlogère est une entreprise suisse, fondée en 1946, qui développe et fabrique des mouvements pour l'horlogerie mondiale. Elle est détenue par la deuxième génération de la famille Mosset. 
Elle employait en 2018 environ 1 500 personnes dans le monde.

## Histoire
La société est fondée en 1946 à Lausen, dans le canton de Bâle-Campagne, par William Mosset, qui travaillait jusque-là pour Oris comme mécanicien de précision et technicien en horlogerie et sur machines.
Malgré un environnement économique difficile dans l'horlogerie suisse et une législation protectionniste, l'entreprise parvient à se faire une place au cours des années 1950 à 1960 pour s'affirmer comme une grande entreprise du secteur. Sa production de mouvements au début des années 1970, d'environ 7 millions d'unités, représente ainsi quelque 10 % du marché suisse et quelque 5 % du marché mondial. Sa stratégie, dès ses débuts, consiste à se concentrer sur quelques calibres de base et à les produire en grandes séries. Elle est alors spécialisée dans les produits de bas et moyen de gamme.
Elle est, dans les années 1990, le deuxième ou troisième plus grand producteur suisse de mouvements après ETA Manufacture Horlogère et Ébauches électroniques Marin (SMH) et le troisième européen derrière la SMH et France Ébauches. Elle travaille à cette époque notamment avec Gucci.
Elle est détenue à la fin des années 2010 par la deuxième génération de la famille Mosset.

### Nombre d'employés
- 2018 : 1 500[6]
- 2010 : environ 1 500[7]
- 1991 : 800[8]
- 1987 : 550[9]
- 1975 : 600[10]
- 1971 : 900[2]

### Chiffre d'affaires
- 1990 : 65[8] ou 90[3] millions de francs suisses, dont plus de 50 % en Europe
- 1971 : 40 millions de francs suisses[2]

## Produits

Mécanisme pour montre à quartz commercialisé par Ronda.

La manufacture Ronda produit essentiellement des mouvements horlogers, principalement à quartz (production d'une vingtaine de millions de pièces en 2016), pour montres-bracelets. 
Elle lance en 1990 un calibre hebdomadaire, principalement destiné aux hommes d'affaires. En 1991, elle présente lors de la Foire de l'horlogiere à Bâle une montre dont la pile, inspirée de celles utilisées dans les stimulateurs cardiaques, a une durée de vie d'au moins 20 ans. 
Après avoir abandonné le mouvement mécanique dans les années 1980 lors de la crise du quartz, elle revient sur ce marché en 2016 en développant son propre mouvement. La production de ces mouvements mécaniques s'élève plusieurs centaines de milliers de pièces en 2020. 
La plupart des mouvements sont disponibles en deux versions : "Swiss Made" et "Swiss parts" (pour tous ceux qui sont montés ou assemblés en Asie).[réf. nécessaire] On les trouve parfois sous le nom de "Harley Ronda".[réf. nécessaire]

## Lieux de production
En 2010, l'entreprise disposait, en plus de son usine et de son siège social situés à Lausen, d'une usine de montage et d'assemblage à Stabio, dans le canton du Tessin, d'une usine de décolletage à Court, dans le canton de Berne, et, depuis 1990, d'une usine près de Bangkok en Thaïlande.